# China Telecom
China Telecom Corp., Ltd. è una compagnia di telecomunicazioni cinese.
Essa è quotata alla Borsa di Hong Kong sin dal 15 novembre 2002 e fa parte dell'Hang Seng China Enterprises Index, l'indice per le aziende controllate dallo Stato.

## Storia
China Telecom era un marchio di China Telecommunications Corporation, ma dopo l'apertura della Cina ad un'economia di mercato, la compagnia di Stato ha scorporato il gruppo e sta operando come un gruppo separato.
All'anno 2017, vi erano 153 milioni di utenti che utilizzavano i servizi internet di China Telecommunications Corporation, di cui 134 milioni attraverso la compagnia China Telecom Corp., Ltd.